# (37855) 1998 EE12
1998 EE12 (asteroide 37855) é um asteroide da cintura principal. Possui uma excentricidade de 0.14577670 e uma inclinação de 6.01637º.
Este asteroide foi descoberto no dia 1 de março de 1998 por Eric Walter Elst em La Silla.